# میکاوا ایکو-ایکی
میکاوا-ایکو-ایکی (به ژاپنی: 三河一向一揆 みかわいっこういっき) یا نبرد آزوکیزاکا (۱۵۶۴) نبردی بود که به مدت شش ماه ادامه داشت و در آن توکوگاوا ایه‌یاسو (نام در آن زمان موتویاسو) نیروهای شورشی ایکو-ایکی را تار و مار کرد. نیروهای شورشی ایکو-ایکی عبارت بودند از راهب‌های شبه نظامی بودایی که مرکز اصلی آن‌ها در ولایت کاگا بود و در آن ولایت حکمرانی می‌کردند. آن‌ها همچنین معابدی دیگری نیز در سایر مناطق ژاپن بر پا کرده بودند. آن‌ها از اطاعت دستورهای توکوگاوا ایه‌یاسو سرباز زدند و به دنبال آن او به جنگ با آن‌ها برخاست و نیروهایشان را در هم شکست.

## آغاز شورش
در سال ۱۵۶۳ موتویاسو هواداران فرقهٔ بودایی ایکو-شو (این فرقه بعدها به نام شین بودیسم تغییر نام داد) در ولایت میکاوا دست به شورش زدند به‌طور کلی شورش‌هایی که توسط این فرقه انجام می‌گرفت، ایکو-ایکی نامیده می‌شد. در این دوره شورش‌های ایکو-ایکی علیه دایمیوها (فئودال‌ها) به صورت پراکنده در سراسر خاک ژاپن رخ می‌داد و این فرقه موجب نگرانی برای قدرت فئودال‌های آن زمان محسوب می‌شد. علت شورش به این سبب بود که یکی از کارگزاران ایه‌یاسو بنام کاسای ماساچیکا جهت تأمین آذوقهٔ سربازان بدون اجازه به یکی از معبدهای این فرقه بنام «معبد جوگو» در ولایت میکاوا وارد و برنج‌هایی که در این معبد ذخیره شده بود را مصادره کرده بود. راهبان این معبد از این عمل خشمگین شدند. بلافاصله بعد از آن هواداران فرقه جمع شده و خانهٔ کاسای ماساچیکا را غارت کردند. ایه‌یاسو پس از آگاهی از راهبان معبد خواست که مسئول حمله به خانهٔ کارگزار او را معرفی و به او تحویل دهند. راهبان نیز به‌جای اطاعت از دستور او به هواداران خود دستور شورش عمومی دادند. معبدهای جوگو (上宮寺)، معبد شومان (勝鬘寺) و معبد هونشو (شهر آنجو) (本證寺) پایگاه شورشیان بود.

## مقابله با شورش
در بین خدمتگزاران ایه‌یاسو نیز این فرقه طرفداران بسیاری داشت. با گسترش شورش ایه‌یاسو تصمیم گرفت خود شخصاً در رأس سربازانش به مقابله با این فرقه درآید. برخی از رهبران و مردم شورشی سالیان زیادی در اشتیاق بازگشت ایه‌یاسو و در آرزوی رهایی یافتن از قید خاندان ایماگاوا بودند. با این اقدام ایه‌یاسو در بین رهبران شورش دودستگی به وجود آمد و گروهی بیم از آن پیدا کردند که با ادامه جنگ داخلی در ولایت میکاوا و نابودی ایه‌یاسو موجبات تصرف مجدد ولایتشان توسط خاندان ایماگاوا فراهم شود؛ بنابراین بسیاری از شورشیان بیش از این حاضر به ادامه نبرد با ایه‌یاسو نشدند. پس از گذشت شش ماه شورش با تنظیم قرارداد صلحی در سال ۱۵۶۴ به پایان رسید.